# Морозимо
Морозимо — река в России, протекает в Муромском районе Владимирской области. Устье реки находится в 28 км по правому берегу реки Ушна. Длина реки составляет 15 км, площадь водосборного бассейна 75 км².
Исток реки у деревни Сельцо в 18 км к северо-западу от города Муром. Течёт на северо-восток по безлесой местности. На берегах реки деревни Дьяконово, Саванчаково и Старые Котлицы. Единственный приток — Борышевка (правый). Впадает в Ушну чуть ниже села Молотицы.

## Данные водного реестра
По данным государственного водного реестра России относится к Окскому бассейновому округу, водохозяйственный участок реки — Ока от города Муром до города Горбатов, без рек Клязьма и Тёша, речной подбассейн реки — бассейны притоков Оки от Мокши до впадения в Волгу. Речной бассейн реки — Ока.
По данным геоинформационной системы водохозяйственного районирования территории РФ, подготовленной Федеральным агентством водных ресурсов:
- Код водного объекта в государственном водном реестре — 09010301212110000030998
- Код по гидрологической изученности (ГИ) — 110003099
- Код бассейна — 09.01.03.012
- Номер тома по ГИ — 10
- Выпуск по ГИ — 0